# گرید (مجموعه بازی)
گرید (انگلیسی: Grid)  عنوان یک فرنچایز بازی ویدئویی به سبک کورسی است که توسط کدمسترز و در پلت‌فرم‌های مایکروسافت ویندوز، بازی موبایل، نینتندو دی‌اس، مک‌اواس، پلی‌استیشن ۳، ایکس‌باکس ۳۶۰، آی‌اواس، نینتندو سوئیچ، پلی‌استیشن ۴، اکس‌باکس وان، بازی آرکید، لینوکس، و گوگل استادیا منتشر شده‌است.

## بازی‌ها
- راننده مسابقه: گرید (۲۰۰۸)
- گرید ۲ (۲۰۱۳)
- گرید اتواسپرت (۲۰۱۴)
- گرید (۲۰۱۹)